# Cruz de Piedra (Piura)
Cruz de Piedra es una localidad peruana ubicada en el distrito de Las Lomas, perteneciente a la provincia y departamento de Piura, al norte del Perú. 

## Ubicación
Cruz de Piedra se ubica al norte de la provincia de Piura, en el distrito de Las Lomas, en el departamento de Piura.

## Demografía
En 2017 Cruz de Piedra tenía una población de 44 habitantes.
| Gráfica de evolución demográfica de Cruz de Piedra entre 1993 y 2017 |
|                                                                      |
| Fuentes: Población 1993 y 2017                                       |